# Stefano Bensi
Stefano Bensi (Schifflange, 11 de agosto de 1988) es un exfutbolista y entrenador internacional luxemburgués. Jugaba en la posición de delantero y desde noviembre de 2024 dirige al FC UNA Strassen.

## Selección nacional
Fue internacional con la selección de fútbol de Luxemburgo en 55 ocasiones, consiguiendo cinco goles. Debutó con el combinado nacional el 11 de octubre de 2008 en un partido, correspondiente a la fase de clasificación para el Mundial, contra la selección de fútbol de Israel. El encuentro celebrado en la Ciudad de Luxemburgo finalizó 1-3 a favor de los visitantes.

### Goles como internacional
| # | Fecha                    | Lugar                                            | Rival               | Gol | Resultado | Competición                                          |
| - | ------------------------ | ------------------------------------------------ | ------------------- | --- | --------- | ---------------------------------------------------- |
| 1 | 7 de junio de 2013       | Bakcell Arena, Bakú, Azerbaiyán                  | Azerbaiyán          | 1-1 | 1-1       | Clasificación para la Copa Mundial de Fútbol de 2014 |
| 2 | 14 de agosto de 2013     | Estadio Josy Barthel, Luxemburgo                 | Lituania            | 2-1 | 2-1       | Amistoso                                             |
| 3 | 10 de septiembre de 2013 | Estadio Josy Barthel, Luxemburgo                 | Irlanda del Norte   | 2-1 | 3-2       | Clasificación para la Copa Mundial de Fútbol de 2014 |
| 4 | 9 de octubre de 2015     | Estadio Filip II de Macedonia, Skopie, Macedonia | Macedonia del Norte | 1-1 | 3-2       | Clasificación para la Eurocopa 2016                  |
| 5 | 18 de noviembre de 2018  | Estadio Zimbru, Chisináu, Moldavia               | Moldavia            | 1-1 | 1-1       | Liga de Naciones de la UEFA 2018-19                  |

## Clubes

### Como jugador
| Club          | País       | Año       |
| ------------- | ---------- | --------- |
| US Rumelange  | Luxemburgo | 2005-2009 |
| KMSK Deinze   | Bélgica    | 2009      |
| F91 Dudelange | Luxemburgo | 2009-2012 |
| CS Fola Esch  | Luxemburgo | 2013-2022 |

### Como entrenador
| Club            | País       | Año       |
| --------------- | ---------- | --------- |
| CS Fola Esch    | Luxemburgo | 2022-2024 |
| FC UNA Strassen | Luxemburgo | 2024-     |

## Palmarés

### Campeonatos nacionales
| Título             | Club                         | País       | Año                       |
| ------------------ | ---------------------------- | ---------- | ------------------------- |
| Division Nationale | F91 Dudelange / CS Fola Esch | Luxemburgo | 2010-11, 2011-12, 2012-13 |
| Copa de Luxemburgo | F91 Dudelange                | Luxemburgo | 2012                      |